# Saint-Vincent-de-Connezac
Saint-Vincent-de-Connezac ist eine französische Gemeinde mit 671 Einwohnern (Stand 1. Januar 2022) im Département Dordogne in der Region Nouvelle-Aquitaine (vor 2016: Aquitanien). Die Gemeinde gehört zum Arrondissement Périgueux und zum Kanton Ribérac.
Der Name in der okzitanischen Sprache lautet Sent Vincenç de Conasac und leitet sich vom heiligen Vinzenz von Valencia ab. Der Zusatz „Connezac“ ist auf ein Landgut zurückzuführen, das in gallorömischer Zeit einem „Contius“ oder „Conatius“ gehörte.
Die Einwohner werden Connezacois und Connezacoises genannt.

## Geographie
Saint-Vincent-de-Connezac liegt ca. 25 km westlich von Périgueux im Gebiet Double der historischen Provinz Périgord am westlichen Rand des Départements.
Umgeben wird Saint-Vincent-de-Connezac von den sechs Nachbargemeinden:
| Siorac-de-Ribérac     | Saint-Sulpice-de-Roumagnac                  | Segonzac  |
| Saint-André-de-Double | Kompassrose, die auf Nachbargemeinden zeigt | Chantérac |
|                       | Saint-Jean-d’Ataux                          |           |

Saint-Vincent-de-Connezac liegt im Einzugsgebiet des Flusses Dordogne.
Die Beauronne, ein Nebenfluss der Isle, durchquert das Gebiet der Gemeinde zusammen mit ihrem Nebenfluss, dem Ruisseau de Rieu Quérieu, der im äußersten südwestlichen Teil von Saint-Vincent-de-Connezac entspringt.

## Einwohnerentwicklung

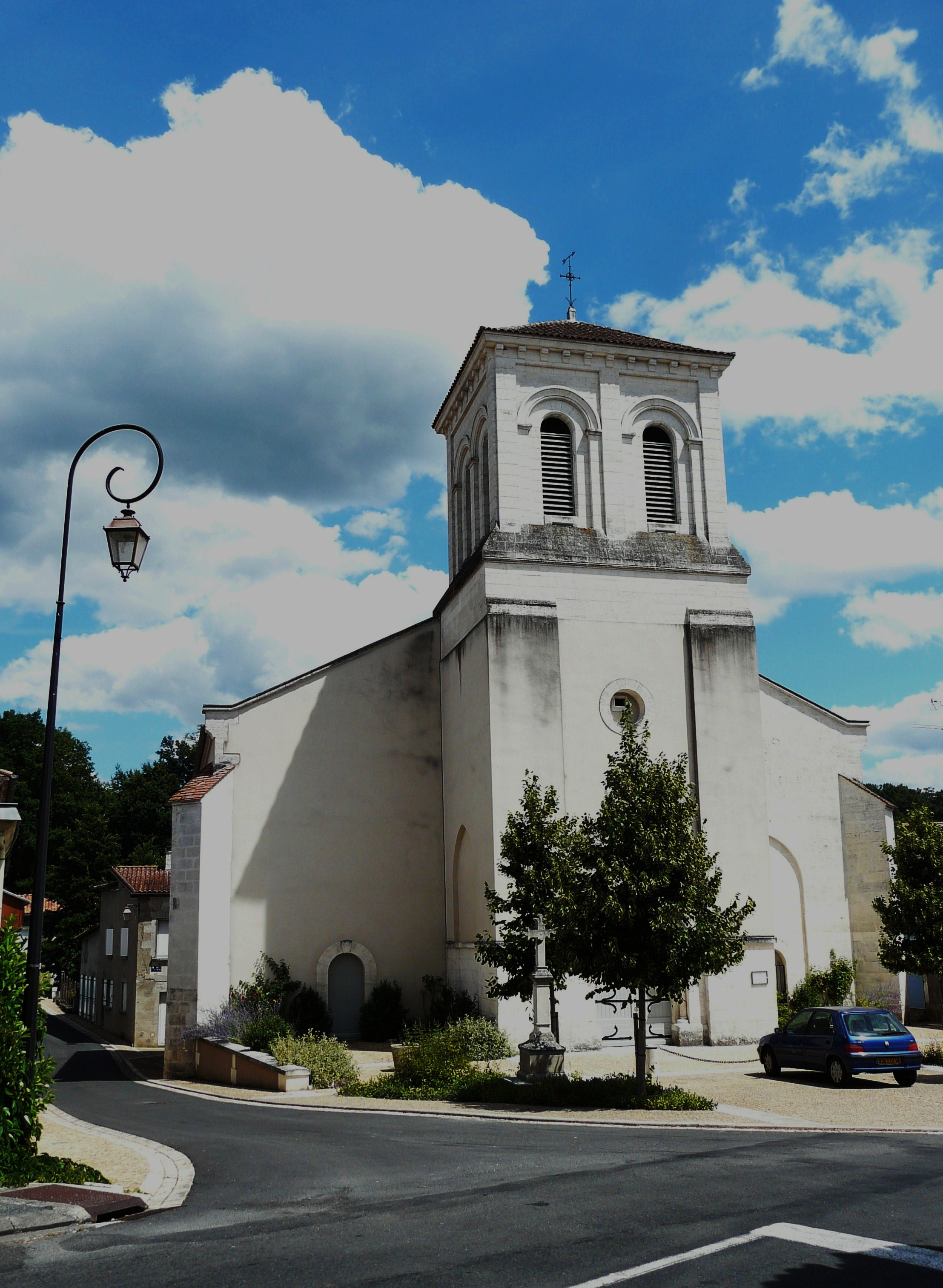
Pfarrkirche Saint-Vincent

Nach Beginn der Aufzeichnungen stieg die Einwohnerzahl in der ersten Hälfte des 19. Jahrhunderts auf einen Höchststand von rund 870. In der Folgezeit sank die Größe der Gemeinde bei kurzen Erholungsphasen bis zu den 1990er Jahren auf rund 405 Einwohner, bevor eine Phase mit teilweise kräftigem Wachstum einsetzte, die bis heute anhält.
| Jahr      | 1962 | 1968 | 1975 | 1982 | 1990 | 1999 | 2006 | 2011 | 2022 |
| --------- | ---- | ---- | ---- | ---- | ---- | ---- | ---- | ---- | ---- |
| Einwohner | 520  | 546  | 511  | 432  | 403  | 439  | 487  | 583  | 671  |

## Sehenswürdigkeiten
- Pfarrkirche Saint-Vincent, ein Neubau, der gegen 1990 errichtet wurde
- Herrenhaus Le Mas Poitevin aus dem 16. Jahrhundert

## Wirtschaft und Infrastruktur
Die Gemeinde profitiert von seiner ländlichen Umgebung, um einen „grünen“ Tourismus zu entwickeln.
Saint-Vincent-de-Connezac liegt in den Zonen AOC der Noix du Périgord, der Walnüsse des Périgord, und des Nussöls des Périgord.

### Bildung
Die Gemeinde verfügt über eine öffentliche Vor- und Grundschule mit 77 Schülerinnen und Schülern im Schuljahr 2018/2019.

### Verkehr
Saint-Vincent-de-Connezac ist erreichbar über die Routes départementales 41, 43, 44, 109 und 709, die ehemalige Route nationale 709, welche die Gemeinde mit Ribérac im Nordwesten und mit Bergerac über Mussidan im Süden verbindet.

## Persönlichkeiten
Paul Pourteyron, geboren am 30. März 1846 in Saint-Vincent-de-Connezac, gestorben am 4. Oktober 1936 in Le Pizou, war Bürgermeister seiner Heimatgemeinde, Generalrat des Kantons und Abgeordneter des Départements.